# Contea di Bowie
La contea di Bowie (in inglese Bowie County) è una contea dello Stato del Texas, negli Stati Uniti. La popolazione al censimento del 2010 era di 92 565 abitanti. Il capoluogo di contea è Boston, anche se il palazzo di giustizia è situato a New Boston. La contea prende il nome da James Bowie (detto Jim), il leggendario combattente morto nella battaglia di Alamo

## Storia
I primi insediamenti sembrano siano avvenuti già nel tardo periodo arcaico, nel 1500 a.C. La spedizione di Hernando de Soto del provocò degli scontri violenti. I missionari spagnoli e francesi portarono il vaiolo, il morbillo e la malaria, oltre a varie altre epidemie di influenza contro le quali gli indigeni non sepperò difendersi.

## Geografia fisica
Secondo l'Ufficio del censimento degli Stati Uniti d'America la contea ha un'area totale di 923 miglia quadrate (2390 km²), di cui 885 miglia quadrate (2290 km²) sono terra, mentre 38 miglia quadrate (98 km², corrispondenti al 4.1% del territorio) sono costituiti dall'acqua.

### Strade principali
- Interstate 30
- Interstate 49
- Interstate 369 (in costruzione)
- U.S. Highway 59
- U.S. Highway 67
- U.S. Highway 71
- U.S. Highway 82
- U.S. Highway 259
- State Highway 8
- State Highway 93
- State Highway 98
- Farm to Market Road 44
- Farm to Market Road 114
- Farm to Market Road 989
- Farm to Market Road 1397
- Farm to Market Road 3527

### Contee adiacenti
- McCurtain County (nord-ovest)
- Littler River County (nord)
- Miller County (est)
- Cass County (sud)
- Morris County (sud-ovest)
- Red River County (ovest)

## Amministrazione
| Anno | Popolazione | ±%     |
| ---- | ----------- | ------ |
| 1850 | 2 912       |        |
| 1860 | 5 052       | 73,5%  |
| 1870 | 4 684       | −7,3%  |
| 1880 | 10 965      | 134,1% |
| 1890 | 20 267      | 84,8%  |
| 1900 | 26 676      | 31,6%  |
| 1910 | 34 827      | 30,6%  |
| 1920 | 39 472      | 13,3%  |
| 1930 | 48 563      | 23,0%  |
| 1940 | 50 208      | 3,4%   |
| 1950 | 61 966      | 23,4%  |
| 1960 | 59 971      | −3,2%  |
| 1970 | 67 813      | 13,1%  |
| 1980 | 75 301      | 11,0%  |
| 1990 | 81 665      | 8,5%   |
| 2000 | 89 306      | 9,4%   |
| 2010 | 92 565      | 3,6%   |

Il Barry Telford Unit, un carcere maschile del Texas Department of Criminal Justice, si trova in una zona non incorporata della contea, vicino a New Boston.

## Educazione
I seguenti distretti scolastici servono Bowie County:
| - De Kalb ISD - Hooks ISD - Hubbard ISD - Leary ISD - Liberty-Eylau ISD - Malta ISD - Maud ISD | - New Boston ISD - Pleasant Grove ISD - Red Lick ISD - Redwater ISD - Simms ISD - Texarkana ISD |